# 山三酒造
山三酒造株式会社（やまさんしゅぞう、Yamasan Sake Brewery）は長野県上田市（旧小県郡丸子町）御嶽堂に位置する日本酒の蔵元。
1867年（慶応３年）創業の山三酒造は、信州上田の真田家の家紋を模した「真田六文銭（さなだろくもんせん）」を中心に地元に愛されたが、作り手の高齢化と設備の老朽化により、2015年より事実上の休蔵状態になっていた。

2021年に、地元・長野県佐久市出身で現代表である荻原慎司が事業承継し、酒造りを再始動。
新たな山三酒造の主力商品は、先代より引き継いだ信州上田の真田家の家紋として有名な「真田六文銭（さなだろくもんせん）」と酒蔵名を冠した新たなブランド「山三（やまさん）」。
米は長野県東御市八重原産の酒造好適米を使用。また、水は軟水の特徴が活きた獨鈷山（とっこさん）系の伏流水を使用している。

## 沿革
- 1867年（慶応3年） - 創業。

- 2015年（平成27年）自家醸造を中断

- 2021年（令和3年）現代表 荻原慎司が事業承継

- 2023年（令和5年）「真田六文銭（さなだろくもんせん）」と「山三（やまさん）」を発表

## 代表
- 代表取締役：荻原 慎司

## 会社所在地
- 長野県上田市御獄堂687-1

## 主要商品
- 真田六文銭

真田六文銭　初陣（ういじん）＜無濾過生原酒 ひとごこち＞
- 山三

山三　山霞（やまかすみ）＜うすにごり 無濾過生原酒 山恵錦＞
山三　初雪（はつゆき）＜うすにごり 無濾過生原酒 ひとごこち＞